# エゥーゴ
- 機動戦士Ζガンダム > エゥーゴ
- 機動戦士ガンダムΖΖ > エゥーゴ

エゥーゴ（A.E.U.G.）は、アニメ『機動戦士Ζガンダム』および『機動戦士ガンダムΖΖ』に登場する架空の組織。

## 概要
地球連邦軍の准将、ブレックス・フォーラらによって地球連邦軍を母体に結成された。組織名に「反地球連邦」を含むものの、実際は地球連邦軍内の一派閥（反主流派）であり、メンバーの多くは同軍に籍を持つが、元ジオン公国軍将兵や民間人などが少数所属しており、寄り合い所帯の性格も強い。スペースノイドを中心とした勢力であり、アースノイド至上主義者の尖兵であるティターンズとは特に対立している。
ブレックスは、政財界に通じる強力なコネクションを駆使して、ティターンズに対抗するために地球連邦軍の内外から協力者を募り、独自の戦力を構築した。地球連邦内で危険分子として軟禁状態にあったブレックスを連れ出し組織の指導者に担ぎ上げたのはシャア・アズナブルである。
Ζガンダムや百式、ΖΖガンダムなどのモビルスーツやモビルアーマーを戦力として持つ。ティターンズと同じく、アナハイム・エレクトロニクスから兵器・資金面で援助を受けている。また地球連邦議会に議席を持っており劇中でもブレックスやクワトロ・バジーナが出席するシーンが見受けられる。ただし、グリプス戦役（途中でシャアのダカール演説によりエゥーゴに世論が傾いた）で勝利を収めるよりも以前は、地球連邦政府から正規部隊として認められていたティターンズと異なり、その性格もあり、正規の組織ではなかったため、ティターンズとエゥーゴの交戦中に地球連邦軍の一般部隊（主流派）がティターンズ側の支援として協力する様子が見られた。なお、グリプス戦役がティターンズの敗北によって終結した後は、エゥーゴを正規軍、ティターンズを反地球連邦運動と見る、当時の実情とは逆の解釈が、当組織の構成員であったシャアやブライト・ノアによって語られており、その後の地球連邦軍に採用されたMSは、ティターンズ色を払拭するためにモノアイの使用を禁じるなどの対応を行っている。
しかし、後年の『機動戦士ガンダムUC』で描かれたUC0090年代半ばになるとバイアランの改良型のバイアラン・カスタムがトリントン基地に配備されるなど、ティターンズにルーツを持つMSがロンド・ベル隊以外の地球連邦軍の戦力となっている。
反ティターンズの地球連邦軍人を中心に、ジオン軍残党の一部と、メラニー・ヒュー・カーバインの指示通りにエゥーゴをコントロールするために派遣されたウォン・リーなどのアナハイムの社員で構成されている。カミーユ・ビダンやクワトロ・バジーナ、ジュドー・アーシタをはじめとするパイロットたちや、アニメ『機動戦士ガンダム』にも登場した指揮官であるブライト・ノアが旗艦アーガマやネェル・アーガマの艦長として所属する。
部隊章は地球と周回する月を象っている。制服は存在するが、エマ、レコア、ファといった一部の女性隊員以外で着用する者は少ない。多くの隊員は連邦正規軍の制服か、その襟や袖などを仕立て直したものを着用している。私服で任務に就く者もいるなど、服装に関してはかなり自由が認められている模様である。組織内の雰囲気は自由であり、上司部下の関係でも気さくに話をする。

## 名称
エゥーゴという組織名の正式名称については、次のように様々な説がある。
- Anti Earth Union Group（反地球連邦組織）
- Anti Earth Union Government（反地球連邦政府）
- Anti Earth United Nations Government（反地球連合国政府）
- Anti Earth United Government（反地球連合政府）

昔の資料や小説では「Anti Earth Union Group」と記述されているが、『Ζガンダム』放映時の『ニュータイプ』などのアニメ雑誌や、マスターグレードΖガンダム（1996年4月発売）の説明書では「Anti Earth United Government」と書かれている。近年のガンプラのデカールでは「Anti Earth Union Group」が多く採用されている。

## エゥーゴの歴史

### 設立の経緯
当初は明確な軍事組織ではなく、スペースノイドたちが生活を維持するための、相互協力的な色彩の強い自然発生の組織だった。ゆえに確固たる指揮系統を持っていない。
その中の急進派の人々と、アナハイム・エレクトロニクスのような大企業が手を組んだ事から戦力を持ち、軍事色の強い組織となっていく。彼らが手を組んだ理由はお互いの利益の一致。つまり、エゥーゴはティターンズの排除、アナハイムは停滞している経済の活性化という目的があり、イデオロギー上の理由はない。アナハイム・エレクトロニクス会長のメラニー・ヒュー・カーバインは、エゥーゴのイデオロギーに共感すらしていなかった。
宇宙世紀（U.C.）0080年、一年戦争は地球連邦軍の勝利で幕を閉じたが、その後も連邦軍に反目するジオン軍残党勢力が数多く残り、様々な形で抵抗活動を行っていた。U.C.0083年にコロニー落とし作戦を決行したデラーズ・フリートの決起（デラーズ紛争）はその代表的な事例である。この事件を契機として、ジオン軍残党の掃討を目的とした特殊部隊「ティターンズ」が結成され、連邦軍内部で大きな力を持つようになった（OVA『機動戦士ガンダム0083 STARDUST MEMORY』）。
当初から地球出身者（アースノイド）のみを選抜し、選民意識と団結力の強いエリート集団として結成されたティターンズは、コロニー市民に対する差別意識が強く、彼らに対する弾圧を繰り返した。とりわけ30バンチ事件は、報道統制まで伴うものであった。
こうした中、アクシズから地球圏に帰還していたシャア・アズナブル（クワトロ・バジーナ）以下の旧ジオン公国軍メンバー（アポリー・ベイ、ロベルト等）は、事実上軟禁状態だった連邦軍准将ブレックス・フォーラを救出。続いてアナハイム・エレクトロニクス社のメラニー・ヒュー・カーバイン会長と接触して、反地球連邦組織として本格的に動き出す。連邦軍にもティターンズに反感を抱く者は多く、これらはエゥーゴに同調、あるいは参加していった。特に月やコロニー在住の連邦軍にはエゥーゴ参加者が多かったが、これは呼吸する空気すら買わないといけない月やコロニーの生活において、連邦軍の給料の遅配が致命的なものとならざるを得ず、エゥーゴから提供される給与につられてのものであった（小説版での説明）。「敵の敵は味方」という論理で参加した旧ジオン公国軍軍人もおり、エゥーゴの潜在的構成員は、ティターンズ寄りの人口をはるかに上回っていた。
グリプス戦役時には、アナハイム・エレクトロニクスやルオ商会を始めとする多くの企業が、資金や兵器の提供などをした。また多くのスペースノイドや連邦宇宙軍将兵も協力的であった。アナハイムにはティターンズのMS独自開発主義に対抗するという思惑もあったが、多くの参加者・協力者の動機はティターンズに象徴されるアースノイド至上主義・コロニー軽視主義が増大していることや、地球の汚染が拡大しているにもかかわらず漫然と現状に安寧しようとすることへの反発や危機感である。
しかし、エゥーゴの活動は、連邦軍では現状維持派が多数だったこと、ティターンズが連邦軍内で優勢だったこと、「エゥーゴはジオン残党」という世論への情報操作などもあり、ダカール演説までは劣勢に立たされていた。
その他、宇宙での活動を主とするエゥーゴに対し、地上での活動を主とする支援組織カラバがある。

### グリプス戦役期
両組織の対立は、U.C.0087年から翌0088年の1年間に及ぶ「一年戦争」以来の地球圏全体を戦場とした紛争へと発展した（グリプス戦役）。一連の戦闘のさなかにティターンズによりブレックス・フォーラが暗殺されるが、その跡を継いだキャスバル・レム・ダイクン（＝クワトロ・バジーナ＝シャア・アズナブル）と共にニュータイプとして最高の資質を秘めるカミーユ・ビダンや、地球での支援組織カラバに参加した一年戦争の英雄アムロ・レイ、ホワイトベースクルーであったハヤト・コバヤシらがティターンズ打倒を目指して戦い続けた。
当初は苦しい戦いを強いられていたエゥーゴだったが、ダカールの連邦議会を占拠してシャアが行ったダカール演説を機に連邦国民や連邦議会議員の世論が悪行を行うティターンズを見限ってエゥーゴに傾いたため連邦内部での力関係が一気に逆転し、傍観していたコロニーや月面都市のティターンズへの反発によって、エゥーゴは連邦軍の主導権を掌握することに成功した。アクシズの介入やティターンズ内部の主導権争いなどで戦いは混迷を極める中、メールシュトローム作戦でエゥーゴ艦隊はグリプス2の占拠に成功。コロニーレーザーでティターンズの主力艦艇を殲滅し、さらにティターンズの実権を掌握していたパプテマス・シロッコが戦死。ティターンズは組織的に壊滅し、エゥーゴはこの戦争の勝利を得た。
しかし、シロッコを倒したカミーユは精神的な崩壊に至り、シャアは最終決戦でのハマーン・カーンとの戦いの末に行方不明になった他、エマ・シーンやカツ・コバヤシ、ヘンケン・ベッケナーなどの多くの人員が死亡した（劇場版では異なる）。

### 第一次ネオ・ジオン抗争期
グリプス戦役の一連の戦闘の結果、エゥーゴは数多くの人材・機材を喪失し、残存艦艇は旗艦アーガマと他数隻という状態だった。またティターンズの崩壊によりエゥーゴの目的が達成されたと考えた参加者もおり、組織としての勢力は著しく低下していた。
グリプス戦役終結時に戦力の大半を温存していたアクシズ（後にネオ・ジオンと改める）が地球圏の制圧に動きだした際、そのアクシズの圧力に押されるままの連邦に代わり、エゥーゴの残存部隊はガンダムタイプのMSで編成したガンダム・チームで抵抗を行った（即ち本来は"反連邦"を掲げていたエゥーゴはこの時点で連邦に味方する組織となっている）。その中心にいたのは、友人達と成り行きからアーガマに乗船し、ΖΖガンダムのパイロットを務めたジュドー・アーシタだった。（「第一次ネオ・ジオン抗争」）なお対ネオ・ジオン戦で活動したエゥーゴの戦力はアーガマ一隻（後にアーガマは地球へ降下・カラバに譲渡され、ネェル・アーガマがエゥーゴに配備された）とガンダム・チームだけである。
グリプス戦役後に地球連邦の主導権を握っていたエゥーゴであったが、思想的指導者のブレックスを失い、後を託されたシャアも行方不明になったことにより、その存在は徐々に希薄になっていき、企業利益の代弁者になっていた。アナハイムなどのコングロマリットにとってエゥーゴは、連邦内部の派閥争いで不利益を被らないようにするための保険でしかなかった。宇宙移民者の意向を反映させて、地球を再生させるという当初の目的は忘れ去られ、組織としての実体を失い、第一次ネオ・ジオン抗争によりエゥーゴは崩壊し、従来の官僚主義的な地球連邦の体制の中に飲み込まれていった。

### 第一次ネオ・ジオン抗争後
エゥーゴの軍事力は、カラバとともに地球連邦軍の正規部隊（ロンド・ベル隊）として組み入れられる形で発展的に解散したはずだったが、エゥーゴの急進派の一部は、地球連邦に同化することに反発し、過激派組織「エグム」として分派しており、第一次ネオ・ジオン抗争から30年以上経過したU.C.0116年まで活動を続けていたが、ネオ・ジオン残党「レガシィ」に呼応してFF隊の足止めのために奮戦し、全滅した。

## 構成員

### 指導者
- ブレックス・フォーラ

### 艦船のクルー

#### アーガマ隊
艦長（2代目）
- ブライト・ノア

ブリッジ
- トーレス
- サエグサ
- サマーン
- シーサー
- キースロン
- ハヤイー

メカニック
- アストナージ・メドッソ
- アンナ・ハンナ
- トラジャ・トラジャ
- マナック

医師
- ハサン

#### ラーディッシュ隊
艦長
- ヘンケン・ベッケナー（アーガマ初代艦長）

ブリッジ
- コールマン

### パイロット
グリプス戦役期
- クワトロ・バジーナ（シャア・アズナブル）
- カミーユ・ビダン
- ファ・ユイリィ
- アポリー・ベイ
- ロベルト
- エマ・シーン
- カツ・コバヤシ
- レコア・ロンド（ティターンズに投降）
- アムロ・レイ
- トリッパー
- バッチ
- ボティ

第一次ネオ・ジオン抗争期
- ビーチャ・オーレグ （ネェル・アーガマ艦長代理）
- ジュドー・アーシタ
- エル・ビアンノ
- イーノ・アッバーブ
- モンド・アガケ
- ルー・ルカ

### その他
- アブ・ダビア
- キグナン・ラムザ
- マニティ・マンデナ
- メッチャー・ムチャ（技術士官）

## 主要スポンサーとその関係者
アナハイム・エレクトロニクス
- メラニー・ヒュー・カーバイン
- ウォン・リー （幹部）
- エマリー・オンス
- ミリィ・チルダー （技師）

## 所有兵器

### モビルスーツと支援戦闘機
グリプス戦役期
- RX-178 ガンダムMk-II
- RMS-099 リック・ディアス
- MSA-005 メタス
- MSN-00100 百式
- MSZ-006 Ζガンダム
- MSA-003 ネモ
- RGM-79R ジムII
- RGM-79N ジム・カスタム（劇場版のみ登場）
- RGC-83 ジム・キャノンII（劇場版のみ登場）
- LRX-077 シスクード (ゲーム『SDガンダム GGENERATION モノアイガンダムズ』)
- FXA-05D Gディフェンサー
- MS-14A ゲルググ（内装はネモを流用）
- AMX-003 ガザC（鹵獲機）『1/144 AMX-008 ガ・ゾウム』説明書
- NRX-044 アッシマー（鹵獲機）「雑誌企画『ADVANCE OF Ζ ティターンズの旗のもとに』より」
- フライングアーマー
- ド・ダイ改

第一次ネオ・ジオン抗争期
- RX-178 ガンダムMk-II
- MSA-005 メタス
- MSN-00100S 百式改
- MSZ-006 Ζガンダム
- MSZ-010 ΖΖガンダム
- AMX-004 キュベレイMk-Ⅱ
- FXA-08R メガライダー
- RGM-86R ジムIII
- MS-06 ザクII（宇宙空間に放棄されて浮遊していた機体を回収・その機体の頭部を使用）
- MSA-003 ネモ
- RMS-099 リック・ディアス
- MSA-008(RGM-87)バージム「漫画『ダブルフェイク アンダー・ザ・ガンダム』より」

### 艦船
- アーガマ
- ラーディッシュ
- ネェル・アーガマ
- アイリッシュ
- サラミス改
  - モンブラン
  - サチワヌ (ティターンズから奪取)
  - シチリア
  - シブヤン
  - スルガ
  - ルネ（機動戦士Ζガンダム小説版のみ）
- 大型宇宙輸送艦
- ラビアンローズ
- アウドムラ（ジャブローで奪取後にカラバに譲渡）
- スードリ（ジャブローで奪取するも後に奪還される）

### その他の所有兵器
- シャクルズ
- スーツキャリア
- ホウセンカ